# Nausitz
Nausitz es una localidad del municipio de Roßleben-Wiehe, en el distrito de Kyffhäuser, en el estado federado de Turingia (Alemania), a una altitud de 125 metros. Su población a finales de 2016 era de unos 150 habitantes.
Se encuentra ubicada a poca distancia al sur de la frontera con el estado de Sajonia-Anhalt. Dentro del término municipal, se ubica en el extremo occidental, en la salida de la línea de ferrocarril que lleva a Artern.
Se conoce su existencia desde 1157, cuando se menciona con el nombre de Nuseze. La localidad era un municipio hasta el 1 de enero de 2019, cuando se integró en Roßleben-Wiehe.